# アーチャーフィールド空港
ブリスベン・アーチャーフィールド空港（ブリスベン・アーチャーフィールドくうこう、英: Brisbane Archerfield Airport）は、オーストラリア、クイーンズランド州ブリスベンの12km南に位置する小さな空港である。1930年代にはブリスベンの主力空港だった。